# Xennella cephalata
Xennella cephalata är en rundmaskart som beskrevs av Nathan Augustus Cobb 1920. Xennella cephalata ingår i släktet Xennella och familjen Xennellidae. Inga underarter finns listade i Catalogue of Life.